# خمسون عاما في مديح النساء
خمسون عامًا في مديح النساء، مجموعة شعرية من مؤلفات الشاعر العربي السوري نزار قباني، صدرت في عام 1994، عن منشورات نزار قباني في بيروت، لبنان.